# Sciara angustata
Sciara angustata är en tvåvingeart som först beskrevs av Adalbert Grzegorzek 1884.  Sciara angustata ingår i släktet Sciara och familjen sorgmyggor.
Artens utbredningsområde är Polen. Inga underarter finns listade i Catalogue of Life.